# Georges Donnez
Georges Donnez, né le 20 juin 1922 à Saint-Amand-les-Eaux (Nord) et mort le 23 avril 2001 à Valenciennes (Nord), est un homme politique français.

## Biographie
Avocat inscrit au barreau de Valenciennes, Georges Donnez est élu maire de Saint-Amand-les-Eaux en 1953, sous l'étiquette SFIO, il évolue vers la droite, par refus de l'Union de la gauche. C'est sous l'étiquette du mouvement démocrate socialiste de France (MDSF), qui devient une composante de l'UDF, qu'il est élu député du Nord en 1973, succédant à un député communiste. Il est battu aux élections législatives suivantes de 1978, par Alain Bocquet (PCF) qui lui prend aussi la mairie de Saint-Amand-les-Eaux en 1995. Georges Donnez est aussi conseiller général du Nord de 1958 à 2001 et député européen de 1979 à 1989.
Le jeudi 19 juillet 1962, Saint-Amand-les-Eaux, et son maire George Donnez, et Armentières administrée par Gérard Haesebroeck connaissent un moment de popularité nationale lors de la première du jeu télévisé Intervilles qui oppose les deux villes. Les deux maires participent aux épreuves en réalisant une épreuve de tirs au but. Georges Donnez qui gagne en la circonstance le surnom de Jojo. Saint-Amand l'emporte brillamment et ira jusqu'en finale où elle perd contre Dax.

## Détail des fonctions et des mandats
Mandats parlementaires
- 11 mars 1973 - 2 avril 1978 : Député de la 19e circonscription du Nord
- 17 juillet 1979 - 23 juillet 1984 : Député européen
- 24 juillet 1984 - 24 juillet 1989 : Député européen